# François-Joseph Leguay
Pour les articles homonymes, voir Le Guay.
 François-Joseph, baron Le Guay, né à Châteaugiron (Ille-et-Vilaine) le 18 mars 1764, mort d'inanition sur la route de Kaunas à Pilviškiai (aujourd'hui en Lituanie) le 16 décembre 1812 lors de la campagne de Russie, est un général français de la Révolution et de l’Empire.

## Biographie
Entré au service comme capitaine au 1er bataillon de volontaires d'Ille-et-Vilaine, lors de sa formation le 10 septembre 1791, il sert de 1792 jusqu'à l'an IV à l'armée du Nord. Nommé chef de bataillon et immédiatement attaché au général Moreau comme premier aide-de-camp le 26 germinal de cette dernière année, il le suit à l'armée du Rhin.
Chef de brigade le 12 thermidor an VII (30 juillet 1799), il conserve ses fonctions auprès de Moreau, passe avec lui à l'armée d'Italie, et prend part à la bataille de San-Giuliano que la négligence de Moreau à se conformer au plan d'attaque arrêté entre lui et Macdonald le conduit à livrer avec vingt cinq mille hommes, contre trente-cinq mille Autrichiens, commandés par le général Bellegarde. Dans cette affaire de San-Giuliano, le chef de brigade Le Guay, ayant été chargé de porter un ordre de mouvement à l'extrémité de la ligne de bataille, s'aperçoit dans le trajet que la position de l'ennemi qui a motivé cet ordre vient de changer ; prenant alors sur lui une responsabilité qui peut lui être fatale, il n'hésite pas à donner aux chefs de corps un ordre contraire. Le succès de la journée est le résultat de cette détermination hardie, qui lui attire les félicitations publiques de son général, bien qu'un pareil exemple d'insubordination est rigoureusement punissable d'après les lois de la discipline militaire ; mais le succès justifie tout. S'il avait échoué, il pouvait y perdre la vie ; au lieu de cela, l'affaire de San-Giuliano hâte son avancement
Le Guay retourne avec Moreau en l'an VIII, à l'armée du Rhin, où il est promu général de brigade le 15 ventôse an IX (6 mars 1801). En non-activité le 1er vendémiaire an X, il reprend du service dans la 16e division militaire le 4e jour complémentaire an XI. Nommé, le 19 frimaire an XII, chevalier de la Légion d'honneur, il devient commandeur de l'Ordre le 25 prairial suivant.
Le 29 juillet 1806, mis à la disposition du vice-roi, commandant en chef l'armée d'Italie, pour être employé en Dalmatie, il rejoint la Grande Armée à la fin de la même année. Il est employé dans la 31e division militaire le 24 décembre 1808, à l'armée d'Allemagne le 21 mai 1809 et assiste aux batailles d'Essling et de Wagram. Il est créé baron de l'Empire le 26 avril 1810.
Il fait ensuite partie du 1er corps de la Grande Armée de Russie. Il se distingue sur plus d'un champ de bataille pendant cette mémorable campagne. Dans l'immense déroute qui suit l'incendie de Moscou, il meurt de froid et d'inanition sur la route de Kaunas à Pilviškiai, le 16 décembre 1812.
Il est l'ancêtre de Léon Le Guay, de Philippe Le Guay, et de Marie-Laure Le Guay, ex- épouse du premier ministre Dominique de Villepin.

## Armoiries
| Figure | Blasonnement |
|        | Armes du baron François-Joseph Leguay et de l'Empire Coupé au premier parti à dextre gironné d'argent et d'azur à sénestre des barons tirés de l'armée, au deuxième d'or à la forteresse de sable - Livrées : bleu, blanc, jaune, noir. |

## Sources
- Antoine Jay, Étienne de Jouy, Antoine-Vincent Arnault et Jacques Marquet de Norvins, baron de Montbreton, Biographie nouvelle des contemporains : ou Dictionnaire historique et raisonné de tous les hommes qui, depuis la Révolution française, ont acquis de la célébrité par leurs actions, leurs écrits, leurs erreurs ou leurs crimes, soit en France, soit dans les pays étrangers; précédée d'un tableau par ordre chronologique des époques célèbres et des événemens remarquables, tant en France qu'à l'étranger, depuis 1787 jusqu'à ce jour, et d'une table alphabétique des assemblées législatives, à partir de l'assemblée constituante jusqu'aux dernières chambres des pairs et des députés, vol. 13, Librairie historique, 1824 (lire en ligne) ;
- A. Lievyns, Jean Maurice Verdot, Pierre Bégat, Fastes de la Légion d'honneur : biographie de tous les décorés accompagnée de l'histoire législative et réglementaire de l'ordre, vol. 3, Bureau de l'administration, 1844 (lire en ligne) ;
- Prosper Jean Levot, Biographie bretonne : recueil de notices sur tous les Bretons qui se sont fait un nom soit par leurs vertus ou leurs crimes, soit dans les arts, dans les sciences, dans les lettres, dans la magistrature, dans la politique, dans la guerre, etc., depuis le commencement de l'ère chrétienne jusqu'à nos jours, vol. 2, Cauderan, 1857 (lire en ligne).